# Marcin Wasilewski (voetballer)
Marcin Wasilewski (Krakau, 9 juni 1980) is een Pools oud-voetballer die bij voorkeur in de verdediging speelde. Tot het einde van het seizoen 2019-2020 had de speler een contract bij Wisła Kraków. Wasilewski debuteerde in 2002 in het Pools voetbalelftal.

## Carrière
Wasilewski doorliep de jeugdopleiding van Hutnik Kraków, dat hij in 2000 verruilde voor Śląsk Wrocław. Na dienstverbanden bij Wisła Płock (2002–2005), Amica Wronki (2005–2006) en Lech Poznań (2006), tekende hij in januari 2007 een contract tot 2010 bij RSC Anderlecht. Hiervoor moest de club een transfersom van naar verluidt iets minder dan één miljoen euro betalen.
Wasilewski liep op 30 augustus 2009 tijdens een duel tussen RSC Anderlecht en Standard Luik een dubbele open beenbreuk op als gevolg van een tackle van Axel Witsel. Het gebeuren was vergelijkbaar met de zware blessures van Luc Nilis en David Busst. Wasilewski zou volgens dokters zeker tien tot twaalf maanden uit de roulatie zijn. Er werd gesproken van een mogelijk einde van zijn carrière als profvoetballer, zoals dat het geval was voor Nilis en Busst. Hij herstelde sneller dan verwacht en maakte op 8 mei 2010 na acht maanden zijn rentree, in de laatste wedstrijd van de play offs tegen Sint Truiden. Hij viel die dag in de 83e minuut in voor Jan Polák. Toch volgde daarna nog een zesde operatie. Daarop viel hij weer in tegen Charleroi. De wedstrijd erna scoorde hij voor het eerst na het oplopen van zijn blessure op 30 augustus 2009.
Wasilewski sloeg op 18 maart 2012 Peter Delorge knock-out met zijn elleboog in een wedstrijd tegen Sint-Truidense VV. Delorge was enkele minuten buiten bewustzijn en werd meteen afgevoerd naar het ziekenhuis. Wasilewski kreeg zes wedstrijden schorsing, waarvan twee voorwaardelijk.
Wasilewski  tekende op 17 september 2013 een contract voor één seizoen bij Leicester City.  Met deze ploeg behaalde hij 102 punten in de Championship, werd zo met negen punten voorsprong kampioen en dwong zo de promotie naar de Premier League af. Wasilewski verlengde zijn contract met één jaar zodat tijdens het seizoen 2014/15 zijn jongensdroom uitkwam om op het hoogste Engelse niveau te kunnen spelen. Lang bleef de ploeg op de laatste plaats, maar na zes opeenvolgende overwinningen en één gelijkspel op de voorlaatste speeldag, kon de ploeg zich handhaven. Begin juni 2015 verlengde hij zijn contract bij Leicester voor een tweede maal met één jaar. Wasilewski won in mei 2016 met Leicester City de Premier League maar had, volgens de regels van de FA, geen recht op een officiële medaille. Spelers die minimaal 5 wedstrijden aan de aftrap staan hebben hier recht op. Wasilewski stond echter 4 keer aan de aftrap dat seizoen. De rest van het seizoen zat hij veelal op de bank. Het was trouwens het eerste landskampioenschap in het bestaan van de club. Wasilewski tekende in juni 2016 vervolgens opnieuw voor één jaar bij. Na afloop van zijn contract namen speler en club afscheid van elkaar.
In november 2017 vond Wasilewski met Wisła Kraków een nieuwe werkgever. Na het seizoen 2019-2020 werd zijn contract niet verlengd en zat de speler even zonder club.
Op 20 november 2020 maakte de speler bekend dat hij stopte met voetballen.

## Spelerscarrière[5]
| Seizoen | Club           | Land              | Competitie     | Duels | Doelp. |
| ------- | -------------- | ----------------- | -------------- | ----- | ------ |
| 2000/01 | Śląsk Wrocław  | Vlag van Polen    | I Liga         | 25    | 1      |
| 2001/02 | Śląsk Wrocław  | Vlag van Polen    | I Liga         | 26    | 4      |
| 2002/03 | Wisła Płock    | Vlag van Polen    | I Liga         | 24    | 1      |
| 2003/04 | Wisła Płock    | Vlag van Polen    | I Liga         | 21    | 1      |
| 2004/05 | Wisła Płock    | Vlag van Polen    | I Liga         | 15    | 1      |
| 2005/06 | Amica Wronki   | Vlag van Polen    | I Liga         | 24    | 4      |
| 2006/07 | Lech Poznań    | Vlag van Polen    | Ekstraklasa    | 14    | 5      |
| 2006/07 | RSC Anderlecht | Vlag van België   | Eerste klasse  | 14    | 2      |
| 2007/08 | RSC Anderlecht | Vlag van België   | Eerste klasse  | 26    | 3      |
| 2008/09 | RSC Anderlecht | Vlag van België   | Eerste klasse  | 30    | 8      |
| 2009/10 | RSC Anderlecht | Vlag van België   | Eerste klasse  | 6     | 1      |
| 2010/11 | RSC Anderlecht | Vlag van België   | Eerste klasse  | 17    | 3      |
| 2011/12 | RSC Anderlecht | Vlag van België   | Eerste klasse  | 30    | 2      |
| 2012/13 | RSC Anderlecht | Vlag van België   | Eerste klasse  | 22    | 0      |
| 2013/14 | Leicester City | Vlag van Engeland | Championship   | 31    | 0      |
| 2014/15 | Leicester City | Vlag van Engeland | Premier League | 25    | 1      |
| 2015/16 | Leicester City | Vlag van Engeland | Premier League | 4     | 0      |
| 2016/17 | Leicester City | Vlag van Engeland | Premier League | 1     | 0      |
| 2017/18 | Wisła Kraków   | Vlag van Polen    | Ekstraklasa    | 10    | 1      |
| Totaal  | Totaal         | Totaal            | Totaal         | 365   | 38     |

## Erelijst
| Competitie              |            |                                    |            |            |
| Competitie              | Aantal     | Jaren                              |            |            |
| Anderlecht              | Anderlecht | Anderlecht                         | Anderlecht | Anderlecht |
| ----------------------- | ---------- | ---------------------------------- | ---------- | ---------- |
| Kampioen Eerste klasse  | 4x         | 2006/07, 2009/10, 2011/12, 2012/13 |            |            |
| Beker van België        | 1x         | 2007/08                            |            |            |
| Belgische Supercup      | 2x         | 2007, 2012                         |            |            |
| Leicester City          |            |                                    |            |            |
| Kampioen Championship   | 1x         | 2013/14                            |            |            |
| Kampioen Premier League | 1x         | 2015/2016                          |            |            |